# Everybody Needs Somebody to Love
"Everybody Needs Somebody to Love" is een nummer van de Amerikaanse zanger Solomon Burke. In juli 1964 bracht hij het nummer uit als single. Het nummer is gecoverd door diverse artiesten, waaronder The Rolling Stones, Wilson Pickett en The Blues Brothers.

## Achtergrond
"Everybody Needs Somebody to Love" is geschreven door Burke, Jerry Wexler en Bert Berns en geproduceerd door Berns. Burke vertelde echter dat hij het nummer alleen heeft geschreven, maar dat hij ervan werd overtuigd om Wexler en Berns toe te voegen aan de schrijvers van het nummer. Op 28 mei 1964 werd het nummer opgenomen door Burke. Hij zingt het nummer in de stijl van een prediker, dat hij begint met het leveren van een boodschap in de stijl van een preek, en uiteindelijk redding aanbiedt.
In een interview vertelde Burke over het ontstaan van het nummer: "Ik zong het nummer tijdens mijn jeugd in de kerk, en het was een mars voor de offering. We speelden het met tuba's, trombones en een grote bass drum en het klonk erg blij. Ik speelde het voor Jerry Wexler en Bert Berns, die vonden dat het te snel was en dat het het verkeerde tempo had." In een ander interview vertelde hij dat hij muzikanten uit Charlotte, North Carolina had gehuurd om hem te begeleiden bij een show in Long Island, die hij vervolgens de instrumentale riff op het nummer liet inspelen. Hij beschreef de opname als: "De band speelde, we hadden wat echo, we gingen erdoorheen, we kwamen naar buiten en zeiden tegen Jerry [Wexler], 'Wat denk je ervan?' Hij zei, 'Te snel. Het heeft geen betekenis.' [Engineer] Tommy [Dowd] zei, 'Wat hebben we te verliezen? Zijn band is hier, laten we het gewoon opnemen.'"
"Everybody Needs Somebody to Love" werd een grote hit in de Amerikaanse R&B-lijsten met een vierde plaats, maar in de Billboard Hot 100 kwam het niet verder dan de 58e positie. Desondanks bleek het een populair nummer en zette het tijdschrift Rolling Stone het op de 429e plaats in hun lijst The 500 Greatest Songs of All Time.

## Covers
"Everybody Needs Somebody to Love" is diverse keren gecoverd. De eerste bekende cover is afkomstig van The Rolling Stones, die het nummer twee keer opnamen en het in verschillende versies uitbrachten op hun albums The Rolling Stones No. 2 en The Rolling Stones, Now! uit 1965. Tijdens de tournee ter promotie van het Rolling Stones-album Forty Licks in 2002-2003 werd Burke eenmalig uitgenodigd om het nummer met de band te zingen. Deze versie verscheen in 2004 op het livealbum Live Licks. Mick Jagger, zanger van de band, zong het nummer tijdens de Grammy Awards in 2011 als eerbetoon aan de enkele maanden eerder overleden Burke.
Andere covers van het nummer werden gemaakt door onder anderen Wilson Pickett, die het in 1966 opnam voor zijn album The Wicked Pickett. Hij noemde Burke expliciet tijdens de opening van het nummer, en bereikte de 29e plaats in de Billboard Hot 100 en de negentiende plaats in de R&B-lijsten in 1966. Verder werd het nummer live gecoverd door onder meer The Shadows of Knight, Dusty Springfield, The 13th Floor Elevators, Led Zeppelin (in een medley met "Whole Lotta Love"), Genesis (in de "Turn It On Again"-medley), The Jerry Garcia Band en Westlife.
De bekendste cover van "Everybody Needs Somebody to Love" is afkomstig van The Blues Brothers, bestaande uit de Saturday Night Live-acteurs John Belushi (als Jake Blues) en Dan Aykroyd (als Elwood Blues), die het nummer lieten voorkomen in hun film The Blues Brothers uit 1980. 
In januari 1989 werd deze versie in enkele landen uitgebracht als single, met de filmversie van "Think" van Aretha Franklin op de B-kant, en bereikte in het Verenigd Koninkrijk de 12e positie in de UK Singles Chart. 
In Nederland werd de plaat veel gedraaid op Radio 3 en  bereikte de 6e positie in zowel de Nederlandse Top 40 als de Nationale Hitparade Top 100. In België werd de 10e positie bereikt in de Vlaamse Ultratop 50 en de 11e positie in de Vlaamse Radio 2 Top 30.

## Hitnoteringen
Alle noteringen zijn behaald door de versie van The Blues Brothers.

### Nederlandse Top 40
| Hitnotering: 04-03-1989 t/m 06-05-1989 | Hitnotering: 04-03-1989 t/m 06-05-1989 | Hitnotering: 04-03-1989 t/m 06-05-1989 | Hitnotering: 04-03-1989 t/m 06-05-1989 | Hitnotering: 04-03-1989 t/m 06-05-1989 | Hitnotering: 04-03-1989 t/m 06-05-1989 | Hitnotering: 04-03-1989 t/m 06-05-1989 | Hitnotering: 04-03-1989 t/m 06-05-1989 | Hitnotering: 04-03-1989 t/m 06-05-1989 | Hitnotering: 04-03-1989 t/m 06-05-1989 | Hitnotering: 04-03-1989 t/m 06-05-1989 | Hitnotering: 04-03-1989 t/m 06-05-1989 |
| Week                                   | 1                                      | 2                                      | 3                                      | 4                                      | 5                                      | 6                                      | 7                                      | 8                                      | 9                                      | 10                                     |                                        |
| -------------------------------------- | -------------------------------------- | -------------------------------------- | -------------------------------------- | -------------------------------------- | -------------------------------------- | -------------------------------------- | -------------------------------------- | -------------------------------------- | -------------------------------------- | -------------------------------------- | -------------------------------------- |
| Positie                                | 28                                     | 17                                     | 8                                      | 7                                      | 6                                      | 7                                      | 10                                     | 19                                     | 31                                     | 38                                     | uit                                    |

### Nationale Hitparade Top 100
| Hitnotering: 25-02-1989 t/m 27-05-1989 | Hitnotering: 25-02-1989 t/m 27-05-1989 | Hitnotering: 25-02-1989 t/m 27-05-1989 | Hitnotering: 25-02-1989 t/m 27-05-1989 | Hitnotering: 25-02-1989 t/m 27-05-1989 | Hitnotering: 25-02-1989 t/m 27-05-1989 | Hitnotering: 25-02-1989 t/m 27-05-1989 | Hitnotering: 25-02-1989 t/m 27-05-1989 | Hitnotering: 25-02-1989 t/m 27-05-1989 | Hitnotering: 25-02-1989 t/m 27-05-1989 | Hitnotering: 25-02-1989 t/m 27-05-1989 | Hitnotering: 25-02-1989 t/m 27-05-1989 | Hitnotering: 25-02-1989 t/m 27-05-1989 | Hitnotering: 25-02-1989 t/m 27-05-1989 | Hitnotering: 25-02-1989 t/m 27-05-1989 | Hitnotering: 25-02-1989 t/m 27-05-1989 |
| Week                                   | 1                                      | 2                                      | 3                                      | 4                                      | 5                                      | 6                                      | 7                                      | 8                                      | 9                                      | 10                                     | 11                                     | 12                                     | 13                                     | 14                                     |                                        |
| -------------------------------------- | -------------------------------------- | -------------------------------------- | -------------------------------------- | -------------------------------------- | -------------------------------------- | -------------------------------------- | -------------------------------------- | -------------------------------------- | -------------------------------------- | -------------------------------------- | -------------------------------------- | -------------------------------------- | -------------------------------------- | -------------------------------------- | -------------------------------------- |
| Positie                                | 64                                     | 26                                     | 14                                     | 8                                      | 7                                      | 6                                      | 7                                      | 9                                      | 15                                     | 25                                     | 36                                     | 49                                     | 60                                     | 99                                     | uit                                    |

### NPO Radio 2 Top 2000
| Nummer met noteringen in de NPO Radio 2 Top 2000 | '99 | '00 | '01 | '02 | '03 | '04 | '05 | '06 | '07 | '08 | '09 | '10 | '11 | '12 | '13 | '14 | '15 | '16 | '17 | '18 | '19  | '20  | '21 | '22  | '23  | '24  |
| ------------------------------------------------ | --- | --- | --- | --- | --- | --- | --- | --- | --- | --- | --- | --- | --- | --- | --- | --- | --- | --- | --- | --- | ---- | ---- | --- | ---- | ---- | ---- |
| Everybody Needs Somebody to Love                 | 243 | 389 | 238 | 367 | 253 | 335 | 455 | 507 | 466 | 403 | 561 | 528 | 626 | 507 | 625 | 770 | 890 | 897 | 910 | 934 | 1015 | 1020 | 995 | 1036 | 1245 | 1213 |

1. ↑  Een vetgedrukt getal geeft de hoogste notering aan.